# توني كتون
توني كتون (بالإنجليزية: Tony Coton) هو لاعب كرة قدم بريطاني في مركز حراسة المرمى، ولد في 19 مايو 1961 في Tamworth, Staffordshire ‏ في المملكة المتحدة. شارك مع منتخب إنجلترا لكرة القدم الرديف. أما مع النوادي، فقد لعب مع برمنغهام سيتي ومانشستر سيتي ومانشستر يونايتد ونادي تاموورث ونادي سندرلاند ونادي هيرفورد ونادي واتفورد.

## وصلات خارجية
- توني كتون على موقع قاعدة بيانات كرة القدم.إي يو (الإنجليزية)
- توني كتون على موقع Soccerbase.com (لاعب) (الإنجليزية)
- توني كتون على موقع Soccerway.com (الإنجليزية)
- توني كتون على موقع عالم كرة القدم.نت (الإنجليزية)